# Kitikmeot, Unorganized

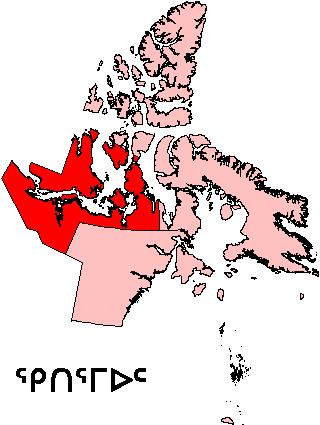
Die Region Kitikmeot in Nunavut

Die Census Division Kitikmeot, Unorganized ist ein Teil der Region Kitikmeot in Nunavut, das im Norden Kanadas liegt. Sie dient rein statistischen Zwecken und ist unbewohnt.
Kitikmeot, Unorganized ist eine census division. Eine solche Einheit liegt unterhalb der Ebene der Provinzen und Territorien und kann verschiedene organisatorische Einheiten, wie county, regional municipality oder regional district umfassen. Die insgesamt 288 divisions dienen in einigen Provinzen der übergreifenden Planung gemeinsamer Vorhaben und der Organisation staatlicher Strukturen, wie etwa Krankenversorgung oder Polizei. Andernorts handelt es sich um Einheiten, die ausschließlich statistischen Zwecken dienen. Dies gilt für Neufundland und Labrador, Manitoba, Saskatchewan, Alberta, Yukon, die Nordwest-Territorien und für Nunavut.
Kitikmeot, Unorganized heißt deshalb „Unorganized“, weil es im Gegensatz zu Kitikmeot, das eine Fläche von 445.785,4 km² aufweist, nur diejenigen Gebiete umfasst, die außerhalb der Gemeinden liegen, nämlich 442.334,99 km² oder 99,2 Prozent der Region. Dabei zählte man für die Division Kitikmeot, Unorganized 1981 24 Einwohner, 1986 zählte man 13, 1991 waren es nur noch 2 Einwohner, und 2006 wieder 21. Seither gilt das Gebiet als unbewohnt.

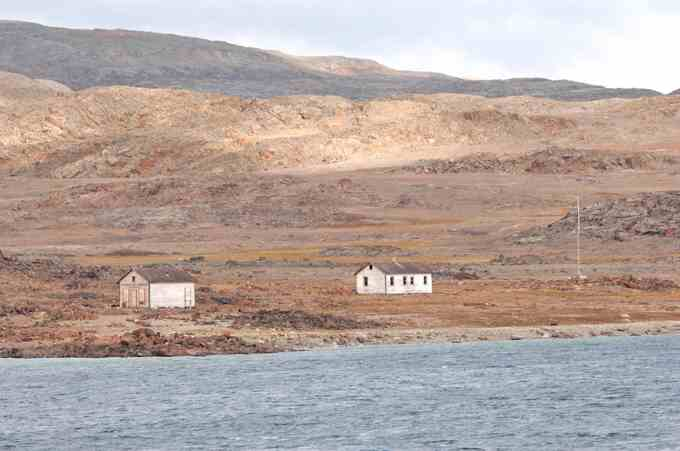
Fort Ross auf Somerset Island, fotografiert im Jahr 2011

Folgende frühere Handelsposten, Stationen etc. lagen im Gebiet:
- Fort Ross ⊙
- Lupin (Lupin Mine) ⊙
- Perry Island ⊙
- Read Island ⊙
- Thom Bay ⊙